# Licinije
Gaj Valerije Licinijan Licinije (latinski: Gaius Valerius Licinianus Licinius) (?, oko 265. – Solun, 325.) bio je rimski car od 308. do 324. godine.

## Životopis
Podrijetlom je ilirskoga roda iz Gornje Mezije. Godine 308. car Galerije uzeo ga je za svog suvladara. Nadao se da će mu omogućiti titulu i vlast cara na Zapadu, no tu je čast uzurpirao Maksencije, Maksimijanov sin, dok je Galijom i Britanijom upravljao Konstantin I., Konstancijev sin, tako da je Liciniju na upravu ostala samo Panonija.
Nakon Galerijeve smrti 311. godine, Licinije je preuzeo njegove europske posjede. Dvije godine kasnije, ojačao je svoj položaj ženidbom s Flavijom Julijom Konstancijom, polusestrom cara Konstantina I. Iste, 313. godine, pobijedio je Maksimina kod Hadrianopola i protjerao ga u Aziju, gdje je ovaj umro, poslije čega je Licinije preuzeo čitav istočni dio Rimskog Carstva i postao samostalan vladar.
Godine 313. izdao je, zajedno s Konstantinom, Milanski edikt o toleranciji kršćana, kojim je kršćanstvo proglasio ravnopravnim rimskoj vjeri. Međutim, uskoro su narušeni odnosi izmeđ Licinija i Konstantina, kada je Konstantin prisilio Licinija da mu preda provincije Panoniju i Meziju, nakon čega je uslijedio desetogodišnji prividan mir, tijekom kojeg je Licinije izgrađivao vojsku i akumulirao bogatstvo. Godine 324. car Konstantin ga je dvaput pobijedio, potom zarobio i dao pogubiti vješanjem u Solunu.

## Vanjske poveznice
|  | Zajednički poslužitelj ima još gradiva o temi Licinije |

- Licinije, Valerije Hrvatska enciklopedija
- Licinije, Valerije Proleksis enciklopedija
- Licinius Britannica (engl.)